# Lepidodexia subpolita
Lepidodexia subpolita är en tvåvingeart som först beskrevs av Aldrich 1916.  Lepidodexia subpolita ingår i släktet Lepidodexia och familjen köttflugor.
Artens utbredningsområde är Guatemala. Inga underarter finns listade i Catalogue of Life.